# Pop och politik
Pop och politik är en prisbelönt radioserie i SR P4 och sedermera även tv-program producerade för UR av Anna Charlotta Gunnarson, som också är programledare. Programmen speglar historien genom ett musikaliskt och feministiskt filter och skildrar tiden från det att rockmusiken dök upp under 1950-talet fram till 2000-talet. Politik är i detta sammanhang mer kopplat till samhällsutvecklingen än till de mer traditionella höger-vänsterbegreppen och serien analyserar vad såväl hitlåtar som klassiska protestsånger säger om sin samtid. Varje avsnitt tar upp ett tema, såsom EU, skolan, konsumtion, mord och datorn. Serien har ett tydligt mångfalds- och genusperspektiv.

## Historik
Pop och politik sändes första gången i Sveriges Radio P4 den 13 juni 2009. Under första säsongen analyserades låtar med bland andra Sylvia Vrethammar, Kim Wilde, Marie Bergman, Factory och Infinite Mass. Maria Grahn från Nationalteatern förklarade hur hon fick idén till låten Hanna från Arlöv och Alexander Bard berättade om Army of Lovers låt Crucified och dess koppling till Aids.
Säsong två sändes sommaren 2010 i Sveriges Radio P4 och SR P2. Där medverkade bland andra Lill-Babs, Florence Valentin och Nanne Grönvall. Även Anders Borg och Mona Sahlin gav sin syn på begreppet Pop och politik.
Tv-programmet Tema: Pop och politik (UR) sändes hösten 2009 i Kunskapskanalen och 2010 sändes i samma kanal Tema: Pop och politik – Protestmusik (UR).
Radiosäsong tre sändes sommaren 2011, med teman som hybris, rymden, sorg och mod. Artister som medverkade var bland andra Björn Ulvaeus, Dilba och Marie Selander.
Radiosäsong fyra sändes sommaren 2012 och ämnen som avhandlades var hämnd, olja och Stockholm. Bland de intervjuade musikerna fanns Annika Norlin (Säkert!), Siw Malmkvist och Gonza.
2012 hade tv-serien Pop och politik premiär, producerad av samma redaktion. Sedan dess har ytterligare en säsong sänts i både Kunskapskanalen och SVT. Artister som Jill Johnson, Adam Tensta, Ola Håkansson, Sofia Jannok och Kajsa Grytt har där samtalat med icke-musiker som Ametist Azordegan, Thella Johnson och Barbro Westerholm om ämnen som exotism, censur, FN och demokrati.
2013 sändes säsong fem av radioserien, med gäster som Ola Salo, Dana Dragomir, Daddy Boastin och Maritza Horn. Ämnen var bland annat kroppen, våld och ungdom. 
Sommaren 2014 gick den sjätte säsongen, med gäster som Lili & Susie, Lotta Hedlund, Kaya Ålander från Röda bönor och Christer Lindarw och teman som myter, återvinning och humor. Programmet sändes detta år direkt med publik under tre lördagar, från Göteborg, Vällingby och Umeå, inför valet i september.
Sommaren 2015 hade alla program fokus på kvinnornas historia, i samhället och musiken. Redaktionen satsade på att fylla luckorna i läromedel och uppslagsverk och lyfte fram personer som Hedy Lamarr, Britt Lindeborg, Marina Raskova, Barbara Hillary och Fusako Shigenobu, men också mer kända namn som Marie Curie, Emmeline Pankhurst, Barbro Alving och Nina Simone. Dessutom producerade Pop och politik detta år animerade kortfilmer skapade av Agneta Karlsson (manus) och Erica Jacobson (illustration) samt nyskriven musik av Christel Valsinger (musik och arr) och Anna Charlotta Gunnarson (text och sång). Filmerna finns att se på ur.se samt youtube. Musiken finns på ur.se och på Spotify.

## Utmärkelser
År 2011 vann Pop och politik Stora Radiopriset i kategorin Årets Musikprogram. 2013 vann Pop och politik Ikarospriset för Årets Musikprogram inom Public Service. Serien har också nominerats många år i rad till Stora Radiopriset i ett antal kategorier, bland annat Årets Folkbildning och Årets Program.

### Fotnoter
1. ↑  ”Information på Svensk mediedatabas”. Svensk mediedatabas. http://smdb.kb.se/catalog/search?q=%22Pop+och+politik%22+typ%3Aradio&sort=OLDEST. Läst 9 april 2011.
2. ↑  ”Vi som är med i Pop och politik”. UR. Arkiverad från originalet den 25 mars 2014. https://web.archive.org/web/20140325173548/http://www.ur.se/Produkter/170295-Pop-och-politik/Allt-om-programmen. Läst 25 mars 2014.
3. ↑  ”Pop och politik fick Stora radiopriset”. UR. Arkiverad från originalet den 25 mars 2014. https://web.archive.org/web/20140325173927/http://www.ur.se/Produkter/167292-Pop-och-politik/Stora-radiopriset2. Läst 25 mars 2014.